# Герхард V (Юлих)
Герхард V фон Юлих (на немски: Gerhard V von Jülich, * пр. 1250, † 29 юли 1328) е от 1297 г. до смъртта си граф на Юлих.

## Биография
Герхард е най-малкият син на граф Вилхелм IV фон Юлих († 1278) и Маргарета фон Гелдерн († пр. 1251), дъщеря на граф Герхард IV.
Герхард последва брат си Валрам като граф на Юлих. Той помага на крал Адолф от Насау през 1298 г. в битката при Гьолхайм, подчинява се на крал Албрехт I и запазва имперските си дарения. През 1313 г. през войната за трона подкрепя Лудвиг IV Баварски и помага за неговата коронизация в Аахен против волята на архиепископа на Кьолн.

## Фамилия
Първи брак: с дъщерята на граф Вилхелм фон Кесел († 1260/1262).
Втори брак: с Елизабет фон Брабант-Арсхот, дъщеря на граф Готфрид от Арсхот. Имат децата:
- Вилхелм V (I) († 1361), 1328 граф, 1336 маркграф, 1356 херцог на Юлих
- Мария († 1353), ∞ I Хайнрих II († 1338) граф фон Вирнебург, ∞ II 1340 за Дитрих VII/IX (1291 – 1347), граф на Клеве, ∞ III Конрад II фон Зафенберг († 1377)
- Елизабет († сл. 1389), ∞ граф Йохан II фон Сайн († сл. 1360), ∞ II Готфрид V фон Хацфелд († 1371)
- Хайнрих (1319 – 1334), пробст в Кьолн
- Рихардис († 1360), ∞ Ото IV херцог на Долна Бавария
- Валрам (1322 – 1349), архиепископ на Кьолн
- Готфрид († 3 май 1335), господар на Бергхайм